# North American Soccer League 1977
Navigation
NASL 1976 NASL 1978
La North American Soccer League 1977 est la dixième édition de la North American Soccer League. Dix-huit équipes s'inscrivent au championnat. Les clubs sont répartis en 2 conférences (Atlantique et Pacifique) et 4 poules géographiques.
Comme dans d'autres compétitions organisées en Amérique (Ligue nationale de hockey ou NBA), il n'y a ni promotion, ni relégation, un système de franchises est mis en place.
C'est le Cosmos qui remporte cette édition en battant en finale les Sounders de Seattle.

## Les 18 franchises participantes
| Kicks du Minnesota Whitecaps de Vancouver Timbers de Portland Sounders de Seattle Tornado de Dallas Aztecs de Los Angeles Earthquakes de San José Team Hawaï Quicksilvers de Las Vegas Sting de Chicago Metros-Croatia de Toronto Stars de Saint-Louis Rochester Bicentennials Strikers de Fort Lauderdale Diplomats de Washington Rowdies de Tampa Bay Cosmos |

| - Division Ouest - Kicks du Minnesota - Timbers de Portland - Sounders de Seattle - Whitecaps de Vancouver | - Division Sud - Tornado de Dallas - Team Hawaï - Quicksilvers de Las Vegas - Aztecs de Los Angeles - Earthquakes de San José | - Division Nord - Sting de Chicago - Bicentennials du Connecticut - Lancers de Rochester - Stars de Saint-Louis - Metros-Croatia de Toronto | - Division Est - Cosmos - Strikers de Fort Lauderdale - Rowdies de Tampa Bay - Diplomats de Washington |  |

- Par rapport à la saison précédente : 
  - les Minutemen de Boston et les Atoms de Philadelphie disparaissent
  - les Bicentennials d'Hartford changent de nom et deviennent les Bicentennials du Connecticut. Pour sa part, le Cosmos de New York raccourcit son nom en Cosmos.
  - les Toros de Miami se relocalisent à Fort Lauderdale, le Thunder de San Antonio passe à Hawaï et les Jaws de San Diego se relocalise à Las Vegas.

## Format
- Les clubs sont répartis en 2 conférences (Atlantique et Pacifique). Chaque conférence étant composée de deux divisions.
- Toutes les équipes disputent 26 rencontres qui se répartissent comme suit : 
  - 2 rencontres (une à domicile et une à l'extérieur) contre les équipes de sa division
  - 2 rencontres (une à domicile et une à l'extérieur) contre les autres équipes de la conférence
  - 1 rencontre (domicile ou extérieur) contre toutes les équipes de la conférence opposée

La seule exception concerne Fort Lauderdale qui a une réception de plus au détriment de Las Vegas.
- Il n'y a pas de match nul. En cas d'égalité au bout de 90 minutes, une prolongation avec but en or de 15 minutes est jouée. Si elle achève sans but, une séance de tirs au but a lieu. Contrairement à une séance de tirs au but classique, les joueurs partent des 35 yards (environ 32 mètres du but) et ont cinq secondes pour tirer au but.
- Le barème de points est le suivant :
  - Victoire : 6 points
  - Défaite : 0 point
  - Un point de bonus est accordé par but marqué dans la limite de 3 buts par match. Il est à noter qu'une séance de tirs au but remportée vaut un but et donc un point supplémentaire tant qu'on est dans cette limite de 3 buts.

- Les trois premiers de chaque division se qualifient pour les séries éliminatoires. Le premier de chaque division étant dispensé du premier tour de ces séries.

## Saison régulière

### Conférence Atlantique

#### Poule Nord
| Rang | Équipe                       | Pts | J  | G  | N | P  | Bp | Bc | Diff | Bon |
| ---- | ---------------------------- | --- | -- | -- | - | -- | -- | -- | ---- | --- |
| 1    | Metros-Croatia de Toronto T  | 115 | 26 | 13 | 0 | 13 | 42 | 38 | +4   | 37  |
| 2    | Stars de Saint-Louis         | 104 | 26 | 12 | 0 | 14 | 33 | 35 | -2   | 32  |
| 3    | Lancers de Rochester         | 99  | 26 | 11 | 0 | 15 | 34 | 41 | -7   | 33  |
| 4    | Sting de Chicago             | 88  | 26 | 10 | 0 | 16 | 31 | 43 | -12  | 28  |
| 5    | Bicentennials du Connecticut | 72  | 26 | 7  | 0 | 19 | 34 | 65 | -31  | 30  |

- Qualification directe pour la finale de division
- Qualification pour le premier tour

T : Tenant du titre

#### Poule Est
| Rang | Équipe                      | Pts | J  | G  | N | P  | Bp | Bc | Diff | Bon |
| ---- | --------------------------- | --- | -- | -- | - | -- | -- | -- | ---- | --- |
| 1    | Strikers de Fort Lauderdale | 161 | 26 | 19 | 0 | 7  | 49 | 29 | +20  | 47  |
| 2    | Cosmos                      | 140 | 26 | 15 | 0 | 11 | 60 | 39 | +21  | 50  |
| 3    | Rowdies de Tampa Bay        | 131 | 26 | 14 | 0 | 12 | 55 | 45 | +10  | 47  |
| 4    | Diplomats de Washington     | 92  | 26 | 10 | 0 | 16 | 32 | 49 | -17  | 32  |

- Qualification directe pour la finale de division
- Qualification pour le premier tour

### Conférence Pacifique

#### Poule Ouest
| Rang | Équipe                 | Pts | J  | G  | N | P  | Bp | Bc | Diff | Bon |
| ---- | ---------------------- | --- | -- | -- | - | -- | -- | -- | ---- | --- |
| 1    | Kicks du Minnesota     | 137 | 26 | 16 | 0 | 10 | 44 | 36 | +8   | 41  |
| 2    | Whitecaps de Vancouver | 124 | 26 | 14 | 0 | 12 | 43 | 36 | +7   | 40  |
| 3    | Sounders de Seattle    | 123 | 26 | 14 | 0 | 12 | 43 | 34 | +9   | 39  |
| 4    | Timbers de Portland    | 98  | 26 | 10 | 0 | 16 | 39 | 42 | -3   | 38  |

- Qualification directe pour la finale de division
- Qualification pour le premier tour

#### Poule Sud
| Rang | Équipe                    | Pts | J  | G  | N | P  | Bp | Bc | Diff | Bon |
| ---- | ------------------------- | --- | -- | -- | - | -- | -- | -- | ---- | --- |
| 1    | Tornado de Dallas         | 161 | 26 | 18 | 0 | 8  | 56 | 37 | +19  | 53  |
| 2    | Aztecs de Los Angeles     | 147 | 26 | 15 | 0 | 11 | 65 | 54 | +11  | 57  |
| 3    | Earthquakes de San José   | 119 | 26 | 14 | 0 | 12 | 37 | 44 | -7   | 35  |
| 4    | Team Hawaï                | 106 | 26 | 11 | 0 | 15 | 45 | 59 | -14  | 40  |
| 5    | Quicksilvers de Las Vegas | 103 | 26 | 11 | 0 | 15 | 38 | 44 | -6   | 37  |

- Qualification directe pour la finale de division
- Qualification pour le premier tour

### Résultats
Source : wildstat.com

#### Matchs intra-division
| Résultats (▼dom., ►ext.)                                   | CHI  | CON | ROC | SAI | TOR  |
| Sting de Chicago                                           |      | 1-2 | 3-2 | 0-1 | 0-1  |
| Bicentennials du Connecticut                               | 1-2A |     | 2-1 | 0-3 | 0-4  |
| Lancers de Rochester                                       | 2-0  | 0-2 |     | 1-0 | 1-0A |
| Stars de Saint-Louis                                       | 1-2  | 1-0 | 1-0 |     | 2-1A |
| Metros-Croatia de Toronto                                  | 2-1  | 2-0 | 2-0 | 3-0 |      |
| - Victoire à domicile - Match nul - Victoire à l'extérieur |      |     |     |     |      |

| Résultats (▼dom., ►ext.)                                   | COS | FOR | TAM | WAS |
| Cosmos                                                     |     | 3-0 | 3-1 | 8-2 |
| Strikers de Fort Lauderdale                                | 0-3 |     | 3-2 | 1-0 |
| Rowdies de Tampa Bay                                       | 4-2 | 1-0 |     | 1-2 |
| Diplomats de Washington                                    | 2-1 | 0-1 | 0-1 |     |
| - Victoire à domicile - Match nul - Victoire à l'extérieur |     |     |     |     |

| Résultats (▼dom., ►ext.)                                   | MIN | POR | SEA | VAN |
| Kicks du Minnesota                                         |     | 1-0 | 4-0 | 4-2 |
| Timbers de Portland                                        | 1-2 |     | 3-0 | 0-2 |
| Sounders de Seattle                                        | 0-1 | 3-2 |     | 3-1 |
| Whitecaps de Vancouver                                     | 1-0 | 0-1 | 1-0 |     |
| - Victoire à domicile - Match nul - Victoire à l'extérieur |     |     |     |     |

| Résultats (▼dom., ►ext.)                                   | DAL  | HAW | LAS  | LOS | SJO  |
| Tornado de Dallas                                          |      | 5-3 | 1-0  | 1-0 | 2-3A |
| Team Hawaï                                                 | 3-2A |     | 1-2A | 6-5 | 3-1  |
| Quicksilvers de Las Vegas                                  | 1-3  | 0-1 |      | 2-3 | 2-0  |
| Aztecs de Los Angeles                                      | 4-3  | 6-0 | 3-0  |     | 2-3  |
| Earthquakes de San José                                    | 4-3  | 1-0 | 2-1  | 0-3 |      |
| - Victoire à domicile - Match nul - Victoire à l'extérieur |      |     |      |     |      |

#### Matchs inter-division
| Résultats (▼dom., ►ext.)                                   | CHI  | CON  | ROC | SAI  | TOR  | COS  | FOR | TAM | WAS  | MIN  | POR  | SEA  | VAN  | DAL  | HAW  | LAS | LOS | SJO  |
| Sting de Chicago                                           |      |      |     |      |      | 1-2  | 0-3 | 4-3 | 1-2  | 0-1  | 2-1  | 1-2  | 5-2  |      | 0-1A |     |     |      |
| Bicentennials du Connecticut                               |      |      |     |      |      | 2-3  | 0-2 | 1-4 | 4-1  |      |      | 1-4  |      |      | 1-2  | 4-3 | 2-3 | 3-2  |
| Lancers de Rochester                                       |      |      |     |      |      | 1-0A | 3-1 | 2-0 | 2-1  | 3-0  | 2-3  | 2-1  |      | 2-3A |      |     | 4-3 |      |
| Stars de Saint-Louis                                       |      |      |     |      |      | 2-0  | 1-0 | 1-0 | 0-2  | 4-0  |      |      | 1-3  | 0-3  |      | 1-0 |     | 3-4  |
| Metros-Croatia de Toronto                                  |      |      |     |      |      | 1-2  | 0-2 | 4-0 | 2-1  |      | 2-1  |      | 6-1  | 2-3  | 1-2  | 0-1 |     |      |
| Cosmos                                                     | 1-2  | 3-1  | 2-0 | 2-3A | 6-0  |      |     |     |      | 2-1A | 2-0  |      |      | 1-2A |      |     | 5-2 | 3-0  |
| Strikers de Fort Lauderdale                                | 1-2  | 3-1  | 2-1 | 2-1  | 4-3A |      |     |     |      | 4-2  |      | 3-0  |      | 3-0  | 3-1  | 2-1 |     | 1-0A |
| Rowdies de Tampa Bay                                       | 4-0  | 4-0  | 3-1 | 3-2A | 2-0  |      |     |     |      |      | 3-2  |      | 1-2  |      | 4-3A | 4-1 | 4-1 |      |
| Diplomats de Washington                                    | 0-1  | 3-0  | 1-0 | 2-1  | 0-2  |      |     |     |      |      |      | 3-2  | 0-3  |      |      | 0-2 | 2-4 | 3-0  |
| Kicks du Minnesota                                         | 0-1A | 3-0  |     |      | 3-1  |      |     | 1-0 | 2-1  |      |      |      |      | 2-1  | 3-0  | 4-3 | 2-3 | 1-0  |
| Timbers de Portland                                        |      | 3-1  |     | 1-0A |      |      | 0-2 | 4-1 | 3-1  |      |      |      |      | 1-2A | 2-1A | 2-3 | 1-0 | 1-2  |
| Sounders de Seattle                                        |      |      | 3-0 | 2-1  | 3-0  | 1-0  |     | 3-0 |      |      |      |      |      | 0-1A | 5-0  | 3-1 | 1-2 | 0-1  |
| Whitecaps de Vancouver                                     |      | 2-1  | 2-0 |      | 0-1A | 5-3  | 2-1 |     |      |      |      |      |      | 3-2A | 4-3  | 2-1 | 0-2 | 2-0  |
| Tornado de Dallas                                          | 2-1  | 2-0  |     | 1-0  |      |      |     | 2-1 | 3-0  | 4-1  | 2-1A | 0-1  | 3-0  |      |      |     |     |      |
| Team Hawaï                                                 |      |      | 4-1 | 0-1  |      | 1-2  | 1-2 |     | 4-2  | 1-3  | 1-2  | 1-0A | 2-1  |      |      |     |     |      |
| Quicksilvers de Las Vegas                                  | 3-0  | 4-5A | 1-0 |      |      | 1-0  |     |     |      | 1-0  | 2-1  | 1-2  | 1-0A |      |      |     |     |      |
| Aztecs de Los Angeles                                      | 2-1A |      |     | 3-2  | 0-2  | 4-1  | 1-3 |     |      | 2-3  | 2-1A | 2-4  | 3-1  |      |      |     |     |      |
| Earthquakes de San José                                    | 1-0  |      | 1-3 |      | 3-0  |      |     | 1-4 | 0-1A | 1-0A | 3-2  | 2-0  | 2-1  |      |      |     |     |      |
| - Victoire à domicile - Match nul - Victoire à l'extérieur |      |      |     |      |      |      |     |     |      |      |      |      |      |      |      |     |     |      |

A Quand un score est suivi d'une lettre, cela signifie que le match en question s'est terminé par une séance de tirs au but. Si le score inscrit est 3-2, cela signifie que l'équipe gagnante a remporté la séance de tirs au but après un match nul 2-2 à l'issue de la prolongation.

## Séries éliminatoires

### Règlement
Les trois premiers de chaque division se qualifient pour les séries éliminatoires. Les premiers de chaque division se qualifient directement pour les finales de division. Les deuxièmes et troisièmes s'affrontent au premier tour afin de les rejoindre.
Le premier tour se déroule sur un seul match sur le terrain du mieux classé en saison régulière.
Les finales de division et de conférence se déroulent au meilleur des trois matchs avec match retour et d'appui chez la meilleure équipe de la saison régulière.
La finale se déroule sur un seul match au Civic Stadium, Portland.
Tout match a un vainqueur. Ainsi, en cas d'égalité, au bout de 90 minutes une prolongation avec but en or de 15 minutes a lieu. Si aucun but n'est marqué, une séance de tirs au but a lieu.

### Tableau
|  | Premier tour                   | Premier tour                   | Premier tour             | Premier tour             |                                                          |                          | Finales de division | Finales de division | Finales de division | Finales de division |  |  | Finales de conférence | Finales de conférence | Finales de conférence | Finales de conférence |  |  | Soccer Bowl '77                       | Soccer Bowl '77                       | Soccer Bowl '77                       | Soccer Bowl '77                       |
|  |                                |                                |                          |                          |                                                          |                          |                     |                     |                     |                     |  |  |                       |                       |                       |                       |  |  |                                       |                                       |                                       |                                       |
|  |                                |                                |                          |                          |                                                          |                          | 13 et 16 août 1977  | 13 et 16 août 1977  | 13 et 16 août 1977  | 13 et 16 août 1977  |  |  | 21 et 24 août 1977    | 21 et 24 août 1977    | 21 et 24 août 1977    | 21 et 24 août 1977    |  |  | 28 août 1977, Civic Stadium, Portland | 28 août 1977, Civic Stadium, Portland | 28 août 1977, Civic Stadium, Portland | 28 août 1977, Civic Stadium, Portland |
|  |                                |                                |                          |                          |                                                          |                          | 13 et 16 août 1977  | 13 et 16 août 1977  | 13 et 16 août 1977  | 13 et 16 août 1977  |  |  | 21 et 24 août 1977    | 21 et 24 août 1977    | 21 et 24 août 1977    | 21 et 24 août 1977    |  |  | 28 août 1977, Civic Stadium, Portland | 28 août 1977, Civic Stadium, Portland | 28 août 1977, Civic Stadium, Portland | 28 août 1977, Civic Stadium, Portland |
|  |                                |                                |                          |                          |                                                          |                          | 13 et 16 août 1977  | 13 et 16 août 1977  | 13 et 16 août 1977  | 13 et 16 août 1977  |  |  | 21 et 24 août 1977    | 21 et 24 août 1977    | 21 et 24 août 1977    | 21 et 24 août 1977    |  |  | 28 août 1977, Civic Stadium, Portland | 28 août 1977, Civic Stadium, Portland | 28 août 1977, Civic Stadium, Portland | 28 août 1977, Civic Stadium, Portland |
|  |                                |                                |                          |                          |                                                          |                          | 13 et 16 août 1977  | 13 et 16 août 1977  | 13 et 16 août 1977  | 13 et 16 août 1977  |  |  | 21 et 24 août 1977    | 21 et 24 août 1977    | 21 et 24 août 1977    | 21 et 24 août 1977    |  |  | 28 août 1977, Civic Stadium, Portland | 28 août 1977, Civic Stadium, Portland | 28 août 1977, Civic Stadium, Portland | 28 août 1977, Civic Stadium, Portland |
|  | N1 Metros-Croatia de Toronto   | N1 Metros-Croatia de Toronto   | 0 (2)                    | 0                        |                                                          |                          |                     |                     |                     |                     |  |  | 21 et 24 août 1977    | 21 et 24 août 1977    | 21 et 24 août 1977    | 21 et 24 août 1977    |  |  | 28 août 1977, Civic Stadium, Portland | 28 août 1977, Civic Stadium, Portland | 28 août 1977, Civic Stadium, Portland | 28 août 1977, Civic Stadium, Portland |
|  | N1 Metros-Croatia de Toronto   | N1 Metros-Croatia de Toronto   | 0 (2)                    | 0                        | 10 août 1977, Francis Field, Saint-Louis                 |                          |                     |                     |                     |                     |  |  | 21 et 24 août 1977    | 21 et 24 août 1977    | 21 et 24 août 1977    | 21 et 24 août 1977    |  |  | 28 août 1977, Civic Stadium, Portland | 28 août 1977, Civic Stadium, Portland | 28 août 1977, Civic Stadium, Portland | 28 août 1977, Civic Stadium, Portland |
|  |                                |                                | N3 Lancers de Rochester  | N3 Lancers de Rochester  | 0 (3)                                                    | 1                        |                     |                     |                     |                     |  |  | 21 et 24 août 1977    | 21 et 24 août 1977    | 21 et 24 août 1977    | 21 et 24 août 1977    |  |  | 28 août 1977, Civic Stadium, Portland | 28 août 1977, Civic Stadium, Portland | 28 août 1977, Civic Stadium, Portland | 28 août 1977, Civic Stadium, Portland |
|  | N2 Stars de Saint-Louis        | N2 Stars de Saint-Louis        | N3 Lancers de Rochester  | N3 Lancers de Rochester  | 0 (3)                                                    | 1                        | 0 (2)               | 0 (2)               |                     |                     |  |  | 21 et 24 août 1977    | 21 et 24 août 1977    | 21 et 24 août 1977    | 21 et 24 août 1977    |  |  | 28 août 1977, Civic Stadium, Portland | 28 août 1977, Civic Stadium, Portland | 28 août 1977, Civic Stadium, Portland | 28 août 1977, Civic Stadium, Portland |
|  | N2 Stars de Saint-Louis        | N2 Stars de Saint-Louis        | 14 et 17 août 1977       |                          |                                                          |                          | 0 (2)               | 0 (2)               |                     |                     |  |  | 21 et 24 août 1977    | 21 et 24 août 1977    | 21 et 24 août 1977    | 21 et 24 août 1977    |  |  | 28 août 1977, Civic Stadium, Portland | 28 août 1977, Civic Stadium, Portland | 28 août 1977, Civic Stadium, Portland | 28 août 1977, Civic Stadium, Portland |
|  | N3 Lancers de Rochester        | N3 Lancers de Rochester        | 0 (4)                    | 0 (4)                    |                                                          |                          |                     |                     |                     |                     |  |  | 21 et 24 août 1977    | 21 et 24 août 1977    | 21 et 24 août 1977    | 21 et 24 août 1977    |  |  | 28 août 1977, Civic Stadium, Portland | 28 août 1977, Civic Stadium, Portland | 28 août 1977, Civic Stadium, Portland | 28 août 1977, Civic Stadium, Portland |
|  | N3 Lancers de Rochester        | N3 Lancers de Rochester        | 0 (4)                    | 0 (4)                    | N3 Lancers de Rochester                                  | N3 Lancers de Rochester  | 1                   | 1                   |                     |                     |  |  |                       |                       |                       |                       |  |  | 28 août 1977, Civic Stadium, Portland | 28 août 1977, Civic Stadium, Portland | 28 août 1977, Civic Stadium, Portland | 28 août 1977, Civic Stadium, Portland |
|  |                                |                                |                          |                          | N3 Lancers de Rochester                                  | N3 Lancers de Rochester  | 1                   | 1                   |                     |                     |  |  |                       |                       |                       |                       |  |  | 28 août 1977, Civic Stadium, Portland | 28 août 1977, Civic Stadium, Portland | 28 août 1977, Civic Stadium, Portland | 28 août 1977, Civic Stadium, Portland |
|  |                                |                                | E2 Cosmos                | E2 Cosmos                | 2                                                        | 4                        |                     |                     |                     |                     |  |  |                       |                       |                       |                       |  |  | 28 août 1977, Civic Stadium, Portland | 28 août 1977, Civic Stadium, Portland | 28 août 1977, Civic Stadium, Portland | 28 août 1977, Civic Stadium, Portland |
|  |                                |                                |                          |                          | 2                                                        | 4                        |                     |                     |                     |                     |  |  |                       |                       |                       |                       |  |  | 28 août 1977, Civic Stadium, Portland | 28 août 1977, Civic Stadium, Portland | 28 août 1977, Civic Stadium, Portland | 28 août 1977, Civic Stadium, Portland |
|  |                                | 21 et 25 août 1977             |                          |                          |                                                          |                          |                     |                     |                     |                     |  |  |                       |                       |                       |                       |  |  | 28 août 1977, Civic Stadium, Portland | 28 août 1977, Civic Stadium, Portland | 28 août 1977, Civic Stadium, Portland | 28 août 1977, Civic Stadium, Portland |
|  |                                |                                |                          |                          |                                                          |                          |                     |                     |                     |                     |  |  |                       |                       |                       |                       |  |  | 28 août 1977, Civic Stadium, Portland | 28 août 1977, Civic Stadium, Portland | 28 août 1977, Civic Stadium, Portland | 28 août 1977, Civic Stadium, Portland |
|  | E1 Strikers de Fort Lauderdale | E1 Strikers de Fort Lauderdale | 3                        | 2 (0)                    |                                                          |                          |                     |                     |                     |                     |  |  |                       |                       |                       |                       |  |  | 28 août 1977, Civic Stadium, Portland | 28 août 1977, Civic Stadium, Portland | 28 août 1977, Civic Stadium, Portland | 28 août 1977, Civic Stadium, Portland |
|  | E1 Strikers de Fort Lauderdale | E1 Strikers de Fort Lauderdale | 3                        | 2 (0)                    | 10 août 1977, Giants Stadium, New York                   |                          |                     |                     |                     |                     |  |  |                       |                       |                       |                       |  |  | 28 août 1977, Civic Stadium, Portland | 28 août 1977, Civic Stadium, Portland | 28 août 1977, Civic Stadium, Portland | 28 août 1977, Civic Stadium, Portland |
|  |                                |                                | E2 Cosmos                | E2 Cosmos                | 8                                                        | 2 (3)                    |                     |                     |                     |                     |  |  |                       |                       |                       |                       |  |  | 28 août 1977, Civic Stadium, Portland | 28 août 1977, Civic Stadium, Portland | 28 août 1977, Civic Stadium, Portland | 28 août 1977, Civic Stadium, Portland |
|  | E2 Cosmos                      | E2 Cosmos                      | E2 Cosmos                | E2 Cosmos                | 8                                                        | 2 (3)                    | 3                   | 3                   |                     |                     |  |  |                       |                       |                       |                       |  |  | 28 août 1977, Civic Stadium, Portland | 28 août 1977, Civic Stadium, Portland | 28 août 1977, Civic Stadium, Portland | 28 août 1977, Civic Stadium, Portland |
|  | E2 Cosmos                      | E2 Cosmos                      | 14 et 17 août 1977       |                          |                                                          |                          | 3                   | 3                   |                     |                     |  |  |                       |                       |                       |                       |  |  | 28 août 1977, Civic Stadium, Portland | 28 août 1977, Civic Stadium, Portland | 28 août 1977, Civic Stadium, Portland | 28 août 1977, Civic Stadium, Portland |
|  | E3 Rowdies de Tampa Bay        | E3 Rowdies de Tampa Bay        | 0                        | 0                        |                                                          |                          |                     |                     |                     |                     |  |  |                       |                       |                       |                       |  |  | 28 août 1977, Civic Stadium, Portland | 28 août 1977, Civic Stadium, Portland | 28 août 1977, Civic Stadium, Portland | 28 août 1977, Civic Stadium, Portland |
|  | E3 Rowdies de Tampa Bay        | E3 Rowdies de Tampa Bay        | 0                        | 0                        | E2 Cosmos                                                | E2 Cosmos                | 2                   | 2                   |                     |                     |  |  |                       |                       |                       |                       |  |  |                                       |                                       |                                       |                                       |
|  |                                |                                |                          |                          | E2 Cosmos                                                | E2 Cosmos                | 2                   | 2                   |                     |                     |  |  |                       |                       |                       |                       |  |  |                                       |                                       |                                       |                                       |
|  |                                |                                | O2 Sounders de Seattle   | O2 Sounders de Seattle   | 1                                                        | 1                        |                     |                     |                     |                     |  |  |                       |                       |                       |                       |  |  |                                       |                                       |                                       |                                       |
|  |                                |                                |                          |                          | 1                                                        | 1                        |                     |                     |                     |                     |  |  |                       |                       |                       |                       |  |  |                                       |                                       |                                       |                                       |
|  |                                |                                |                          |                          |                                                          |                          |                     |                     |                     |                     |  |  |                       |                       |                       |                       |  |  |                                       |                                       |                                       |                                       |
|  |                                |                                |                          |                          |                                                          |                          |                     |                     |                     |                     |  |  |                       |                       |                       |                       |  |  |                                       |                                       |                                       |                                       |
|  | S1 Tornado de Dallas           | S1 Tornado de Dallas           | 1                        | 1                        |                                                          |                          |                     |                     |                     |                     |  |  |                       |                       |                       |                       |  |  |                                       |                                       |                                       |                                       |
|  | S1 Tornado de Dallas           | S1 Tornado de Dallas           | 1                        | 1                        | 10 août 1977, Los Angeles Memorial Coliseum, Los Angeles |                          |                     |                     |                     |                     |  |  |                       |                       |                       |                       |  |  |                                       |                                       |                                       |                                       |
|  |                                |                                | S2 Aztecs de Los Angeles | S2 Aztecs de Los Angeles | 3                                                        | 5                        |                     |                     |                     |                     |  |  |                       |                       |                       |                       |  |  |                                       |                                       |                                       |                                       |
|  | S2 Aztecs de Los Angeles       | S2 Aztecs de Los Angeles       | S2 Aztecs de Los Angeles | S2 Aztecs de Los Angeles | 3                                                        | 5                        | 2 b.e.o.            | 2 b.e.o.            |                     |                     |  |  |                       |                       |                       |                       |  |  |                                       |                                       |                                       |                                       |
|  | S2 Aztecs de Los Angeles       | S2 Aztecs de Los Angeles       | 14 et 17 août 1977       |                          |                                                          |                          | 2 b.e.o.            | 2 b.e.o.            |                     |                     |  |  |                       |                       |                       |                       |  |  |                                       |                                       |                                       |                                       |
|  | S3 Earthquakes de San José     | S3 Earthquakes de San José     | 1                        | 1                        |                                                          |                          |                     |                     |                     |                     |  |  |                       |                       |                       |                       |  |  |                                       |                                       |                                       |                                       |
|  | S3 Earthquakes de San José     | S3 Earthquakes de San José     | 1                        | 1                        | S2 Aztecs de Los Angeles                                 | S2 Aztecs de Los Angeles | 1                   | 0                   |                     |                     |  |  |                       |                       |                       |                       |  |  |                                       |                                       |                                       |                                       |
|  |                                |                                |                          |                          | S2 Aztecs de Los Angeles                                 | S2 Aztecs de Los Angeles | 1                   | 0                   |                     |                     |  |  |                       |                       |                       |                       |  |  |                                       |                                       |                                       |                                       |
|  |                                |                                | O2 Sounders de Seattle   | O2 Sounders de Seattle   | 3                                                        | 1                        |                     |                     |                     |                     |  |  |                       |                       |                       |                       |  |  |                                       |                                       |                                       |                                       |
|  |                                |                                |                          |                          | 3                                                        | 1                        |                     |                     |                     |                     |  |  |                       |                       |                       |                       |  |  |                                       |                                       |                                       |                                       |
|  |                                |                                |                          |                          |                                                          |                          |                     |                     |                     |                     |  |  |                       |                       |                       |                       |  |  |                                       |                                       |                                       |                                       |
|  |                                |                                |                          |                          |                                                          |                          |                     |                     |                     |                     |  |  |                       |                       |                       |                       |  |  |                                       |                                       |                                       |                                       |
|  | O1 Kicks du Minnesota          | O1 Kicks du Minnesota          | 1                        | 0                        |                                                          |                          |                     |                     |                     |                     |  |  |                       |                       |                       |                       |  |  |                                       |                                       |                                       |                                       |
|  | O1 Kicks du Minnesota          | O1 Kicks du Minnesota          | 1                        | 0                        | 10 août 1977, Stade de l'Empire, Vancouver               |                          |                     |                     |                     |                     |  |  |                       |                       |                       |                       |  |  |                                       |                                       |                                       |                                       |
|  |                                |                                | O2 Sounders de Seattle   | O2 Sounders de Seattle   | 2 b.e.o.                                                 | 1                        |                     |                     |                     |                     |  |  |                       |                       |                       |                       |  |  |                                       |                                       |                                       |                                       |
|  | O2 Whitecaps de Vancouver      | O2 Whitecaps de Vancouver      | O2 Sounders de Seattle   | O2 Sounders de Seattle   | 2 b.e.o.                                                 | 1                        | 0                   | 0                   |                     |                     |  |  |                       |                       |                       |                       |  |  |                                       |                                       |                                       |                                       |
|  | O2 Whitecaps de Vancouver      | O2 Whitecaps de Vancouver      |                          |                          |                                                          |                          |                     | 0                   |                     |                     |  |  |                       |                       |                       |                       |  |  |                                       |                                       |                                       |                                       |
|  | O3 Sounders de Seattle         | O3 Sounders de Seattle         | 2                        | 2                        |                                                          |                          |                     |                     |                     |                     |  |  |                       |                       |                       |                       |  |  |                                       |                                       |                                       |                                       |
|  | O3 Sounders de Seattle         | O3 Sounders de Seattle         | 2                        | 2                        |                                                          |                          |                     |                     |                     |                     |  |  |                       |                       |                       |                       |  |  |                                       |                                       |                                       |                                       |
|  |                                |                                |                          |                          |                                                          |                          |                     |                     |                     |                     |  |  |                       |                       |                       |                       |  |  |                                       |                                       |                                       |                                       |

## Récompenses individuelles
| Trophée                            | Joueur            | Club                        |
| ---------------------------------- | ----------------- | --------------------------- |
| Meilleur joueur (saison régulière) | Franz Beckenbauer | Cosmos                      |
| Meilleur joueur (finale)           | Stephen Hunt      | Cosmos de New York          |
| Meilleur buteur                    | Steve David       | Aztecs de Los Angeles       |
| Meilleur rookie                    | Jim McAllister    | Sounders de Seattle         |
| Meilleur entraîneur                | Ron Newman        | Strikers de Fort Lauderdale |